# 1526 год
1526 (ты́сяча пятьсо́т два́дцать шесто́й) год  по юлианскому календарю — невисокосный год, начинающийся в понедельник. Это 1526 год нашей эры, 6‑й год 3‑го десятилетия XVI века 2‑го тысячелетия, 7‑й год 1520‑х годов. Он закончился 499 лет назад.
| Пн | Вт | Ср | Чт | Пт | Сб | Вс |
| 1  | 2  | 3  | 4  | 5  | 6  | 7  |
| 8  | 9  | 10 | 11 | 12 | 13 | 14 |
| 15 | 16 | 17 | 18 | 19 | 20 | 21 |
| 22 | 23 | 24 | 25 | 26 | 27 | 28 |
| 29 | 30 | 31 |    |    |    |    |

| Пн | Вт | Ср | Чт | Пт | Сб | Вс |
|    |    |    | 1  | 2  | 3  | 4  |
| 5  | 6  | 7  | 8  | 9  | 10 | 11 |
| 12 | 13 | 14 | 15 | 16 | 17 | 18 |
| 19 | 20 | 21 | 22 | 23 | 24 | 25 |
| 26 | 27 | 28 |    |    |    |    |

| Пн | Вт | Ср | Чт | Пт | Сб | Вс |
|    |    |    | 1  | 2  | 3  | 4  |
| 5  | 6  | 7  | 8  | 9  | 10 | 11 |
| 12 | 13 | 14 | 15 | 16 | 17 | 18 |
| 19 | 20 | 21 | 22 | 23 | 24 | 25 |
| 26 | 27 | 28 | 29 | 30 | 31 |    |

| Пн | Вт | Ср | Чт | Пт | Сб | Вс |
|    |    |    |    |    |    | 1  |
| 2  | 3  | 4  | 5  | 6  | 7  | 8  |
| 9  | 10 | 11 | 12 | 13 | 14 | 15 |
| 16 | 17 | 18 | 19 | 20 | 21 | 22 |
| 23 | 24 | 25 | 26 | 27 | 28 | 29 |
| 30 |    |    |    |    |    |    |

| Пн | Вт | Ср | Чт | Пт | Сб | Вс |
|    | 1  | 2  | 3  | 4  | 5  | 6  |
| 7  | 8  | 9  | 10 | 11 | 12 | 13 |
| 14 | 15 | 16 | 17 | 18 | 19 | 20 |
| 21 | 22 | 23 | 24 | 25 | 26 | 27 |
| 28 | 29 | 30 | 31 |    |    |    |

| Пн | Вт | Ср | Чт | Пт | Сб | Вс |
|    |    |    |    | 1  | 2  | 3  |
| 4  | 5  | 6  | 7  | 8  | 9  | 10 |
| 11 | 12 | 13 | 14 | 15 | 16 | 17 |
| 18 | 19 | 20 | 21 | 22 | 23 | 24 |
| 25 | 26 | 27 | 28 | 29 | 30 |    |

| Пн | Вт | Ср | Чт | Пт | Сб | Вс |
|    |    |    |    |    |    | 1  |
| 2  | 3  | 4  | 5  | 6  | 7  | 8  |
| 9  | 10 | 11 | 12 | 13 | 14 | 15 |
| 16 | 17 | 18 | 19 | 20 | 21 | 22 |
| 23 | 24 | 25 | 26 | 27 | 28 | 29 |
| 30 | 31 |    |    |    |    |    |

| Пн | Вт | Ср | Чт | Пт | Сб | Вс |
|    |    | 1  | 2  | 3  | 4  | 5  |
| 6  | 7  | 8  | 9  | 10 | 11 | 12 |
| 13 | 14 | 15 | 16 | 17 | 18 | 19 |
| 20 | 21 | 22 | 23 | 24 | 25 | 26 |
| 27 | 28 | 29 | 30 | 31 |    |    |

| Пн | Вт | Ср | Чт | Пт | Сб | Вс |
|    |    |    |    |    | 1  | 2  |
| 3  | 4  | 5  | 6  | 7  | 8  | 9  |
| 10 | 11 | 12 | 13 | 14 | 15 | 16 |
| 17 | 18 | 19 | 20 | 21 | 22 | 23 |
| 24 | 25 | 26 | 27 | 28 | 29 | 30 |

| Пн | Вт | Ср | Чт | Пт | Сб | Вс |
| 1  | 2  | 3  | 4  | 5  | 6  | 7  |
| 8  | 9  | 10 | 11 | 12 | 13 | 14 |
| 15 | 16 | 17 | 18 | 19 | 20 | 21 |
| 22 | 23 | 24 | 25 | 26 | 27 | 28 |
| 29 | 30 | 31 |    |    |    |    |

| Пн | Вт | Ср | Чт | Пт | Сб | Вс |
|    |    |    | 1  | 2  | 3  | 4  |
| 5  | 6  | 7  | 8  | 9  | 10 | 11 |
| 12 | 13 | 14 | 15 | 16 | 17 | 18 |
| 19 | 20 | 21 | 22 | 23 | 24 | 25 |
| 26 | 27 | 28 | 29 | 30 |    |    |

| Пн | Вт | Ср | Чт | Пт | Сб | Вс |
|    |    |    |    |    | 1  | 2  |
| 3  | 4  | 5  | 6  | 7  | 8  | 9  |
| 10 | 11 | 12 | 13 | 14 | 15 | 16 |
| 17 | 18 | 19 | 20 | 21 | 22 | 23 |
| 24 | 25 | 26 | 27 | 28 | 29 | 30 |
| 31 |    |    |    |    |    |    |

## События
- 1493—1593 — Столетняя хорватско-османская война. Серия вооружённых конфликтов между Королевством Хорватия и Османской империей[1].
- 1507—1622 — Португало-персидская война. Ряд вооружённых конфликтов между колониалистской Португалией и вассальным Ормузом, с одной стороны, и Сефевидской империей, поддерживаемой англичанами, с другой[2].
- 1510—1528 — война между Сефевидами и Шейбанидами. Серия конфликтов между узбекской династией Шейбанидов, которые основали Бухарское ханство, и Сефевидским государством[3].
- 1511—1641 — Малайско-португальская война. Вооружённый конфликт XVI-XVII веков, в котором Малаккский султанат при поддержке империи Мин, Голландской Ост-Индской компании (с 1607) и Джохора безуспешно сопротивлялся Португальской империи, стремившейся захватить Малакку и установить контроль над торговлей между Индией и Китаем[4].
- 1514—1555 — Турецко-персидская война[5].
- 1521—1526 — закончилась Итальянская война[6].
- 1521—1526 — закончилась Османо-венгерская война[7].
  - Битва при Мохаче[7].
- 1525—1526 — закончилось крестьянское восстание в восточных районах Малой Азии во главе с Коджа Соглун-оглу и Зуннун-оглу.
- 1525—1528 — большое крестьянское восстание в части Литвы, подвластной Тевтонскому ордену.
- 1526—1527 — начался поход за баранами. Поход могульского правителя Султан Саид-хана и его сына Абд ар-Рашид-хана против казахского хана Тахира и примкнувших к нему кыргызов[8].
- 1526—1543 — пять походов турок против Венгрии.
  - 29 августа — Мохачская битва. Победа войск Османской империи над венгерско-чешско-хорватскими войсками. Гибель короля Людовика II, переход Чехии, Моравии, Силезии и Западной Венгрии к Габсбургам[9]. Захват Османской империей части Венгрии. Сеймы Чехии и Венгрии провозгласили королём Фердинанда I. В Буде королём Венгрии был провозглашён крупнейший магнат Трансильвании Янош Запольяи, признавший себя вассалом Турции.
- 1526—1530 — Война Коньякской лиги[6].
- 1526—1530 — состоя на испанской службе, Себастьян Кабот исследовал Ла-Плату, нижнее течение р. Парана, открыл нижнее течение р. Парагвай.
- 1525 и 1526 — Зальцбургская крестьянская война. Два последовавшие друг за другом восстания зальцбургских горняков и фермеров[10].
- Начало года — выступления городского плебса в Братиславе.
- Начало марта — вооружённая стачка горняков Банска-Бистрицы (Словакия). 
  - 8 апреля — в Бистрицу прибыл королевский юрист Вербёци. Он собрал чрезвычайный суд, руководители восстания казнены. Лето — новое восстание. Август — Правительство подавило его.
- 14 января — Мадридский мирный договор. Соглашение между императором Священной Римской империи Карлом V и королём Франции Франциском I, подписанное в Мадриде.
- 21 апреля — победа могольского войска Бабура над войсками Ибрахим-шаха Лоди в Первой битве при Панипате.
- Весна — Гайсмайр собрал сильные отряды и готовил общее восстание в Тироле. Фердинанд I пошёл на переговоры и сделал некоторые уступки. Лето — Против Гайсмайера двинулись войска Фердинанда, баварцев и Швабского союза. Гайсмайер одержал победы в отдельных столкновениях, осадил Раштатт, а затем вывел отряды в Венецианскую область. Он вёл переговоры со Швейцарией и Венецией, но погиб от руки убийцы.
- Папская область, Флоренция, Милан и Венеция сблизились с Франциском I против Карла V. Франциск заключил союз с Англией.
- Женева, Фрибур и Берн заключили оборонительный союз.
- Мазовецкое княжество со столицей в Варшаве входит в состав Королевства Польского (окончательно в 1529)[11]..
- Начало антифеодального и антитурецкого восстания венгерских, молдавских, валашских и сербских крестьян во главе с Иваном Чёрным.
- Сигизмунд I Старый подавил выступление бедноты в Гданьске (проходило под лозунгами Реформации)[11].
- Восстание турецких крестьян и курдских кочевников в районе Малатьи под предводительством дервиша Календера Челеби. Победы восставших над карательными отрядами. Разбиты сильной султанской армией.
- Армия изгнанного из Средней Азии Бабура (состоявшая из тюрков, таджиков и афганцев) разбила в битве при Панипате армию правителя Делийского султаната Ибрахим-шаха Лоди. Основание империи Великих Моголов в Индии.
- Португальский мореплаватель Жоржи Минезиш впервые посетил северо-западный выступ Новой Гвинеи.

## Русское государство

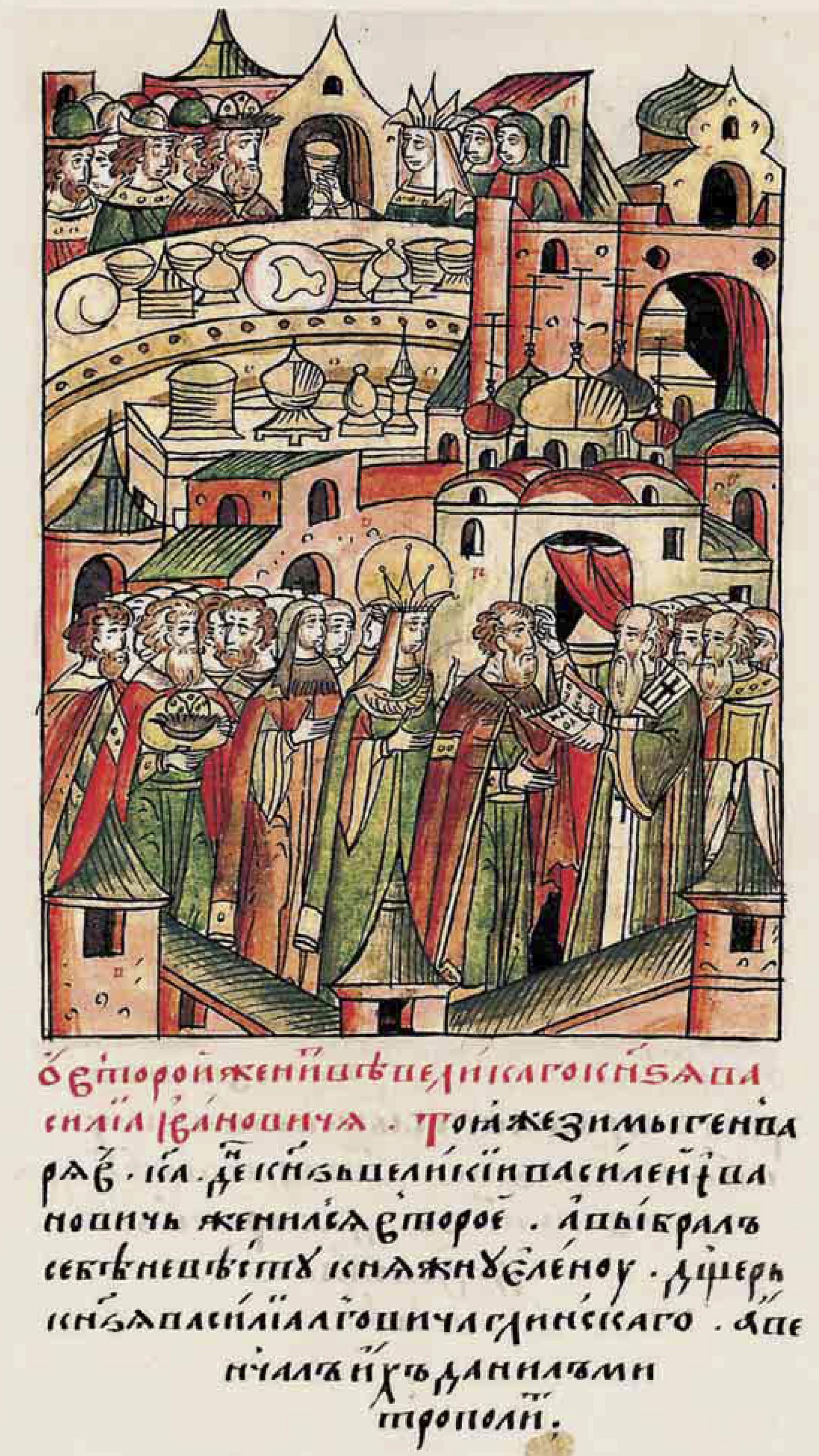
Лицевой летописный свод. Свадьба Василия III и Елены Глинской

Правление: 1505—1533 — Василий III Иванович
- 21 января — Василий III Иванович, после развода с перовой женой С.Ю. Сабуровой в 1525 году, второй раз вступил в брак — с княжной Е.В. Глинской, дочери Василия Львовича Слепого Глинского. Венчание совершал митрополит Даниил[12][13].
- 4 марта — Макарий (будущий митрополит Московский) рукоположен в епископы и назначен на вторую по значимости Новгородскую архиепископскую кафедру, что свидетельствует о его близости к великому князю и митрополиту Московскому Даниилу. Его деятельность в Новгороде способствовала укреплению московского влияния в регионе[14].
- Глинский Михаил Львович, после женитьбы Василия III на Е.В. Глинской, её племяннице, был освобождён и вновь занял видное место при дворе великого московского князя[15].
- Июль — на службу к Василию III Ивановичу прибывает один из виднейших литовских магнатов князь Ф.М. Мстиславский. Великий князь даёт ему в удел города: Малоярославец, Кременец, Мышегу и Суходров[13][16].
- 14 октября — во время пребывания Василия III "на своей потехе" в Можайске к нему приезжают литовские послы Пётр Станиславич Кишка и подскарбий Богуш Боговитинович. С ними великий князь заключает очередное русско-литовское перемирие на 6 лет[13].
  - На переговорах (декабрь 1526/апрель 1527) русская сторона требует от ВКЛ не нападать на Карачев и его волости[17].
- 1526—1527 — русское посольство к Римскому папе Клименту VII[18].
- Пожалован боярством: Кубенский Михаил Иванович[19].

### Города и поселения
- 1517—1526 — закончено строительство новых укреплений во Пскове[12].
- Первые исторические сведения о Святых Горах, когда немецкий дипломат С.Герберштейн, упоминает о наличии переправы через реку Донец и сторожевого пункта у Святых Гор.

## Начало правления
См. также: Список глав государств в 1526 году
- 1526—1564 — король Венгрии Фердинанд I (эрцгерцог Австрии).
- 1526—1540 — король Венгрии Янош I Запольяи.
- 1526—1530 — падишах Могольской империи Бабур Захиреддин Мухаммед (1483—1530). Потомок Тамерлана. Столицей Бабур сделал Агру.

## Родились

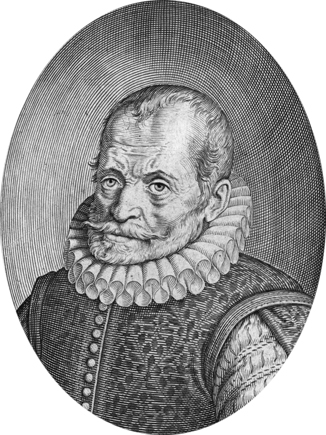
Портрет Карла Клузиуса

См. также: Категория:Родившиеся в 1526 году
- 9 июня — принцесса Елизавета Габсбург (ум. 1545), первая жена Сигизмунда II Августа (с 1543 года)[20].
- Август (курфюрст Саксонии) — курфюрст Саксонии, сын герцога Генриха Благочестивого от его брака с Катариной Мекленбургской.
- Бомбелли, Рафаэль — итальянский математик, инженер-гидравлик, ввёл в математику комплексные числа и разработал базовые правила действий с ними.
- Константин Константинович Острожский — князь из рода Острожских, киевский воевода, покровитель православной веры, основал Острожскую типографию, в которой работали первопечатники Иван Фёдоров и Пётр Мстиславец.
- Катерина Ягеллонка — младшая дочь польского короля Сигизмунда I Старого и Боны Сфорцы, супруга шведского короля Юхана III, мать польского короля и великого князя литовского Сигизмунда III. Герцогиня Финляндская (1562), королева Швеции (1569), великая герцогиня Финляндская (1581).
- Карл Клюзий (1526—1609) — натуралист и путешественник, один из основателей современной ботаники. Благодаря ему Голландию называют страной тюльпанов.
- Лабе, Луиза Шарлен — французская поэтесса.

## Скончались

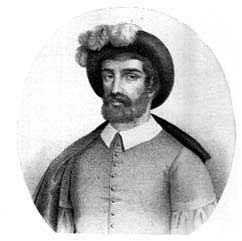
Портрет Элькано

См. также: Категория:Умершие в 1526 году
- Сципион Дель Ферро — итальянский математик, открывший общий метод решения неполного кубического уравнения.
- Изабелла Габсбургская — эрцгерцогиня Австрии, инфанта Испании и принцесса Бургундии, королева Дании, Норвегии и Швеции.
- Император Го-Касивабара — 104-й японский император.
- Людовик II — последний король Чехии и Венгрии из династии Ягеллонов.
- 1526, 4 августа — Хуан Себастьян Элькано, испанский мореплаватель баскского происхождения, возглавил экспедицию Магеллана после смерти последнего.
- 1526[21], сентябрь — Вендель Гиплер (род. ок. 1465), один из вождей крестьянской войны 1524—26, дворянин.
- 1526, ок. — Витторе Карпаччо (род. ок. 1465), итальянский живописец Раннего Возрождения, представитель венецианской школы.